# Pichou
Pichou (Digione, 1600 – Digione, 1631) è stato un drammaturgo francese.

## Biografia
Pichou si formò culturalmente presso i Gesuiti, dove approfondì le sue conoscenze riguardo alle letterature europee.
Dopo di che frequentò un gruppo di autori che amavano la tragicommedia.
Il suo esordio letterario fu una opera ispirata dal Don Chisciotte della Mancia di Miguel de Cervantes, intitolata Les folies de Cardénio.
Purtroppo la sua opera successiva, intitolata Astrée non è sopravvissuta in forma scritta.
Invece si può ancora oggi leggere il suo lavoro L'infidèle confidente (1629), incentrata su argomenti amorosi, che ottenne un buon successo di critica e di pubblico.
Filis de Scire è ispirata dalla pastorale Filli di Sciro del drammaturgo italiano Guidubaldo Bonarelli della Rovere e si dimostrò una valida opera del genere, pur rispettando gli elementi stilistici e caratteristici francesi.

## Opere
- Les folies de Cardénio;
- Astrée;
- L'infidèle confidente (1629);
- Filis de Scire.